# Adoumri
Adoumri (ou Adoumré, Adoumre, Adumre) est une ville du Cameroun située dans le département du Bénoué et la région du Nord, à 50 km de Garoua et à 60 km de la frontière avec le Tchad. Les premiers habitants sont arrivés vers le XVIIe siècle. Ils étaient des gnamgnam païens du nom de Doumri. Le tout premier citoyen du village était un forgeron et habitait dans le quartier actuel de haoussari. Par la suite, arrivèrent les foulbes du côté de l'actuel louggereo avec un certain Dan Djeda qui était le premier haoussa installé à kangoure. Ensuite, arrivèrent les mandara, puis plusieurs haoussa du côté de haoussari et des kanouris, du côté de Kolere vers 1920, tous venus du Nigeria et attirés par le marché périodique et une minorité des lamé dans l'ancien quartier Camp karo.
Adoumri est une ville cosmopolite, il y vit une population arabe de commerçants de bétails et agriculteurs venant du Tchad. Réside aussi, des peuls, haoussas et d'autres ethnies telles que des Guiziguas, des Toupouris, des moundangs, kangous, Mafas et autres tous agriculteurs venu vers 1980 avec le lancement du projet de la mission d'etude nord-est benoué.
L'élevage est une activité clé pour cette ville bénie.
Des tournois de vacances se déroulent chaque année. Il fait participer plus de dix différents clubs. Parmi ces clubs, on a l'Adjazira, Sodecoton, Barrière, Roumde, Koleré, Haoussari. Il fait partie de la commune de Bibemi.
Son marché au bétail du jeudi est le plus important de la région. Il draine notamment les bovins tchadiens en transit vers le Nigeria. Adoumri 
le 29 août 2005, à la faveur d’un arrêté préfectoral  N°075/AP/D21/SP, découpant le centre d’Adoumri en 4 entités d’égale valeur juridique, placé avant l’avènement dudit acte sous l’autorité directe du Lamido, chef de premier degré de Bibemi, dont la gestion directe était de plus en plus rendue difficile du fait non seulement de son excentricité, mais également et surtout, du fait des grands enjeux et  défis de tous ordres y enregistrés.
possède 04 chefferies de 3e degré (adoumri-koléré, adoumri haoussa ré, roumde adoumri et kan goure). Sur le plan traditionnel, Adoumri a vu introniser un Ardo par sa majesté le lamido de bibemi. Le village sur le plan éducatif a un lycée d'enseignement général, un SAR SM, 4 établissements. primaires et une école maternelle. Sur le plan sanitaire, deux centres de santé intégré dans koléré et récemment dans haoussa ré. Sur le plan sécuritaire, il y a un poste de BIM et un centre d'identification. Actuellement avec plus de 100 mille âmes, Adoumri s'affiche comme le village le plus peuplé de l'arrondissement de Bibemi.